# Вільгоща
Вільгоща (пол. Wilgoszcza) — село в Польщі, у гміні Іжондзе Заверцянського повіту Сілезького воєводства.
Населення — 159 осіб (2011).
У 1975-1998 роках село належало до Ченстоховського воєводства.

## Демографія
Демографічна структура станом на 31 березня 2011 року:
|          | Загалом | Допрацездатний вік | Працездатний вік | Постпрацездатний вік |
| -------- | ------- | ------------------ | ---------------- | -------------------- |
| Чоловіки | 77      | 15                 | 47               | 15                   |
| Жінки    | 82      | 17                 | 40               | 25                   |
| Разом    | 159     | 32                 | 87               | 40                   |